# Эмфизематозный пиелонефрит
Эмфизематозный пиелонефрит — редкая форма острого гнойного пиелонефрита, вызываемая  микроорганизмами, разлагающими глюкозу на кислоту и углекислый газ, характеризующаяся развитием острого некротизирующего процесса в почечной паренхиме. Заболевание характеризуется накоплением пузырьков газа в тканях почки (в интерстиции почки, полостной или мочевыводящей её системе) и в окружающей клетчатке.

## Этиология и патогенез
Заболевание вызывают кишечная палочка, протей и бактерии рода Pseudomonas, ферментирующие глюкозу с образованием кислоты и газа, который накапливается в почечной ткани.

## Клиническая картина
В трети случаев (около 30% пациентов) заболевание начинается остро: внезапно повышается озноб, температура тела до фебрильных цифр (+40°С), развивается тахикардия, в большинстве случаев наблюдается двигательное возбуждение, тошнота, иногда переходящая в неукротимую рвоту. Пациенты предъявляют жалобы на общую слабость, недомогание, высокую температуру тела, ощущение озноба, сильную боль в пояснице. Язык сухой, аппетит снижен, пациенты предъявляют жалобы на болевые ощущения во всем теле. Нередко заболевание протекает с проявлениями батериотоксического шока, при этом местные симптомы выражены слабо либо их просто нет. Течение эмфизематозного пиелонефрита в большинстве случаев тяжёлое. Заболевание сопровождается резким нарушением функции почек и выраженной интоксикацией. Нередко эмфизематозный пиелонефрит осложняется тромбозом почечных сосудов и некрозом почечных сосочков.

## Диагностика
Диагностика эмфизематозного пиелонефрита основывается на данных бактериологического исследования мочи (выявление газообразующих микроорганизмов), ультразвуковой диагностики и рентгенологического исследования мочевых путей. При бимануальной пальпации обнаруживается увеличенная пораженная почка. В большинстве случаев эмфизематозный пиелонефрит сопровождается увеличением СОЭ, высоким лейкоцитозом, нейтрофилезом, гипохромной анемией. У всех пациентов наблюдается протеинурия, лейкоцитурия, бактериурия, микрогематурия. В результате ферментативного разложения анаэробными микроорганизмами глюкозы на газ и кислоту моча приобретает резко кислую реакцию. Пневматурия наблюдается очень редко.

## Дифференциальная диагностика
Дифференциальную диагностику проводят с другими острыми заболеваниями:
- острым аппендицитом,
- холецистопанкреатитом,
- прободной язвой желудка и двенадцатиперстной кишки.

## Лечение
Консервативная антибактериальная терапия. Для оценки её эффективности выполняют контрольные ультразвуковые исследования. В случае отсутствия эффекта необходимо прибегать к оперативному лечению (объем оперативного вмешательства определяется в каждом конкретном случае). К проведению оперативного вмешательства следует подходить с осторожностью, так как возможно наличие поражения или снижение функциональной активности противоположной почки, либо её отсутствие. В случае сочетания эмфизематозного пиелонефрита с инфарктом и/или некрозом почки нефрэктомия должна быть методом выбора. После нефрэктомии выздоравливают 70 — 80% пациентов. При двустороннем эмфизематозном пиелонефрите показана билатеральная нефрэктомия с переводом больного на программный гемодиализ. Дренирование почки рекомендуется только у резко ослабленных пациентов при значительном операционном риске.
В настоящее время, по мнению ряда авторов, чрескожное дренирование абсцесса во многих случаях не менее эффективно, а своевременное (то есть раннее) начало внутривенного введения антибиотиков в условиях имеющегося или восстановленного адекватного пассажа мочи из почки в мочевыводящие пути может вообще избавить от необходимости оперативного лечения.

## Прогноз
У пациентов, не получающих терапии — неблагоприятный. На фоне консервативной терапии уровень летальности составляет 45%, а среди пациентов с сахарным диабетом достигает 55%. Нефрэктомия позволяет спасти жизнь в 70 — 80% случаев.